# ホウスイ

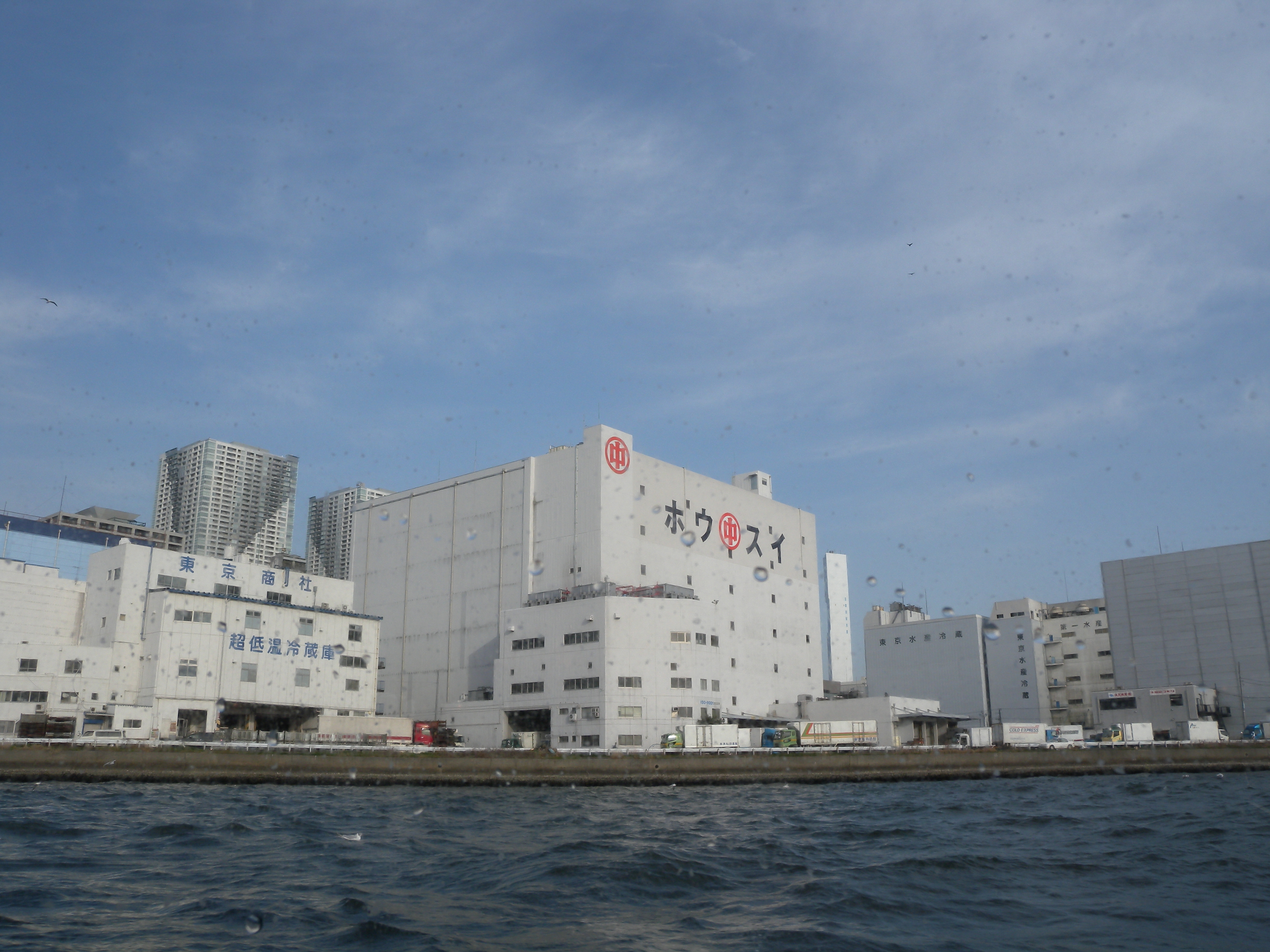
ホウスイ豊海第二冷蔵庫（東京都中央区豊海町）

株式会社ホウスイは、東京都江東区に本社を置く、水産物流通業及び倉庫業を営む企業。東証スタンダード上場の同業である中央魚類株式会社の子会社。

## 沿革
- 1945年（昭和20年）8月 - 東京都日本橋区に資本金17万5000円をもって報國水産株式会社を設立。東京湾内で沿岸漁業を行う。
- 1949年（昭和24年）5月 - 東京証券取引所に株式を上場。
- 1961年（昭和36年）10月 - 東京証券取引所市場第一部に編入。
- 1964年（昭和39年）8月 - 本社を東京都中央区築地七丁目に移転。
- 1970年（昭和45年）7月 - インドネシアに合弁会社P.T.IRIAN MARINE PRODUCT DEVELOPMENTを設立（2008年（平成20年）に全株式売却）。
- 1972年（昭和47年）7月 - パプア・ニューギニアに合弁会社NEW GUINEA MARINE PRODUCTS PTY.,LTD.を設立（1991年（平成3年）に全株式売却）。
- 1979年（昭和54年）4月 - アラスカにNORTHERN SEAFOODS,INC.を設立
- 1981年（昭和56年）8月 - 鹿児島県に日南養魚株式会社を設立（1994年（平成6年）に解散）。
- 1983年（昭和58年）10月 - 北洋水産株式会社と合併。
- 1984年（昭和59年）8月 - 商号を株式会社ホウスイに変更。
- 1991年（平成3年）11月 - 本社を東京都中央区築地三丁目に移転。事業基盤を漁撈事業から買付商品事業へシフト。
- 1994年（平成6年）7月 - 本社を東京都中央区八丁堀一丁目に移転。
- 1996年（平成8年）3月 - 恵光水産株式会社を子会社化。
- 1999年（平成11年）4月 - 日東シュリンプ株式会社を子会社化。
- 2001年（平成13年）
  - 1月 - 日東シュリンプおよび恵光水産を完全子会社化。
  - 4月 - 日東シュリンプ株式会社を吸収合併。
- 2008年（平成20年）
  - 3月 - 株式会社水産流通を子会社化。
  - 4月 - 中央冷凍株式会社を吸収合併。
  - 8月 - 株式会社水産流通が中央フーズ株式会社の株式を取得。本社を東京都中央区築地五丁目に移転。
- 2013年（平成25年）4月 - 大阪府吹田市に株式会社せんにちを設立。
- 2018年（平成30年）10月 - 築地市場の豊洲市場への移転に伴い同場内の水産卸売場に隣接する区画に冷蔵庫棟を建設、本社移転。
- 2022年（令和4年）
  - 4月13日 - 中央魚類による株式公開買付けが成立[3]。
  - 5月19日 - 東京証券取引所スタンダード市場上場廃止[4]。
  - 5月23日 - 株式売渡請求により、中央魚類の完全子会社となる。

## グループ会社
- 株式会社せんにち
- 株式会社水産流通
- 中央フーズ株式会社
- 柏魚市場株式会社
- 船橋魚市株式会社